# Chileense presidentsverkiezingen 1861
De Chileense presidentsverkiezingen van 1861 vonden op 16 juli van dat jaar plaats. De verkiezingen werden gewonnen door de kandidaat van de Fusión Liberal-Conservadora, José Joaquín Pérez Mascayano. Hij was de enige kandidaat.
| Kandidaat | Kandidaat | Kandidaat                    | Partij | Partij                                                        | Stemmen | Percentage |
| --------- | --------- | ---------------------------- | ------ | ------------------------------------------------------------- | ------- | ---------- |
|           |           | José Joaquín Pérez Mascayano |        | Fusión Liberal-Conservadora/Partido Nacional (PN · PL · PCon) | 214     | 100%       |
| Totaal    | Totaal    | Totaal                       |        |                                                               | 214     | 100%       |

## Bron
- (es)  Elección Presidencial 1861